# Wapen van Berg en Terblijt

Het wapen van Berg en Terblijt

Het wapen van Berg en Terblijt werd op 15 september 1819 per besluit van de Hoge Raad van Adel aan de Nederlands Limburgse gemeente Berg en Terblijt verleend. Het wapen bleef tot 1 januari 1982 in gebruik, op die datum ging de gemeente op in de gemeente Valkenburg aan de Geul. Het gehele wapen van Berg en Terblijt komt in aangepaste vorm terug in het wapen van Valkenburg aan de Geul.

## Blazoenering
De blazoenering van het wapen luidt als volgt:
De officiële blazoenering van het wapen van Berg en Terblijt, zoals toegekend op 15 september 1819 door de Hoge Raad van Adel, luidt als volgt:
Blazoenering:
“In zilver een sleutel van sabel, de baard naar boven en naar rechts gekeerd. Het schild overtopt door een rijksadelaar van sabel, gebekt en geklauwd van goud.”
Uitleg:
Schildkleur (zilver): Dit staat symbool voor zuiverheid en waardigheid.
Sleutel van sabel (zwart): Verwijst naar Sint-Servaas, de patroonheilige van Maastricht en het bijbehorende kapittel.
Rijksadelaar van sabel (zwart): De dubbelkoppige adelaar staat voor de rijksvrijheid die het kapittel genoot binnen het Heilige Roomse Rijk.
Gebekt en geklauwd van goud: De gouden snavels en klauwen van de adelaar versterken de uitstraling van macht en invloed.
Het wapen benadrukt de historische banden van Berg en Terblijt met het kapittel van Sint-Servaas en het Heilige Roomse Rijk. Na de gemeentelijke herindeling van 1982 werd dit wapen niet langer gebruikt, maar elementen ervan werden verwerkt in het wapen van de gemeente Valkenburg aan de Geul.

## Geschiedenis
Het wapen is afgeleid van het wapen van het Sint-Servaaskapittel in Maastricht. Centraal afgebeeld is de sleutel van Sint-Servaas, symbool van het kapittel. De dubbelkoppige adelaar verwijst naar de rijksvrijheid van het kapittel. Berg was tot 1794 een rijksheerlijkheid, behorende tot de elf banken van Sint-Servaas. De schepenen werden benoemd door het kapittel, maar de schepenbank ressorteerde onder Valkenburg. Het oudste bekende zegel van de schepenbank vertoont Sint-Servaas met sleutel en staf. Terblijt had als heerlijkheid een eigen zegel, maar omdat er geen zegels bewaard zijn gebleven zijn daar geen elementen van opgenomen in het wapen.

## Verwante wapens

Wapen van Valkenburg aan de Geul
Het wapen van Limbricht
Het wapen van Wijlre